# Jordi Bolòs
Jordi Bolòs, né à Barcelone en 1955, est un historien médiéviste catalan, professeur de l'Université de Lleida. Il a étudié la société médiévale rurale et des villes (Lleida, siècles XIV et XV) et le paysage historique (Les origines médiévales du paysage catalan).

## Biographie
Il a publié plusieurs atlas historiques des comtés carolingiens de Besalú, Empúries-Peralada, Gérone, Osona, Manresa, Urgell et Roussillon, Conflent, Vallespir et Fenouillèdes, en collaboration avec Víctor Hurtado. Il a participé à la réalisation du RAC (Repertori d'Antropònims Catalans des siècles IX et X), avec Josep Moran, publié par l'Institut d'Estudis Catalans. Il a coordonné la section d'architecture civile et militaire et archéologie de Catalunya romànica (Catalogne romane). Éditeur de la publication Territori i Societat a l’edat mitjana, de l'Université de Lleida.
En 2007, a publié Estudiar i gestionar el paisatge històric medieval (Étudier et gérer le paysage historique médiéval) et il a rédigé le Manifeste pour l'étude et la conservation du paysage historique en Catalogne et dans le reste de l'Europe.